# Gli ultimi ragazzi sulla Terra (serie di romanzi)
Gli ultimi ragazzi sulla Terra è una serie di romanzi per ragazzi scritti da Max Brallier. Il primo libro della serie, pubblicato nel 2015, è entrato nella lista dei best seller stilata dal The New York Times.

## Trama
Il protagonista di tutta la serie di romanzi è Jack Sullivan, sopravvissuto a un'apocalisse che ha portato gli abitanti della Terra a trasformarsi in zombie. I romanzi seguono le avventure di Jack e dei suoi amici, anch'essi sopravvissuti all'apocalisse mentre affrontano le sfide poste da un mondo popolato da zombie.

## Elenco dei libri
La serie è composta da tre libri, che sono in ordine:
- Gli ultimi ragazzi sulla Terra - Come sopravvivere a un’apocalisse zombie
- Gli ultimi ragazzi sulla Terra - La parata degli zombie
- Gli ultimi ragazzi sulla Terra - Il re degli incubi